# Eurostat

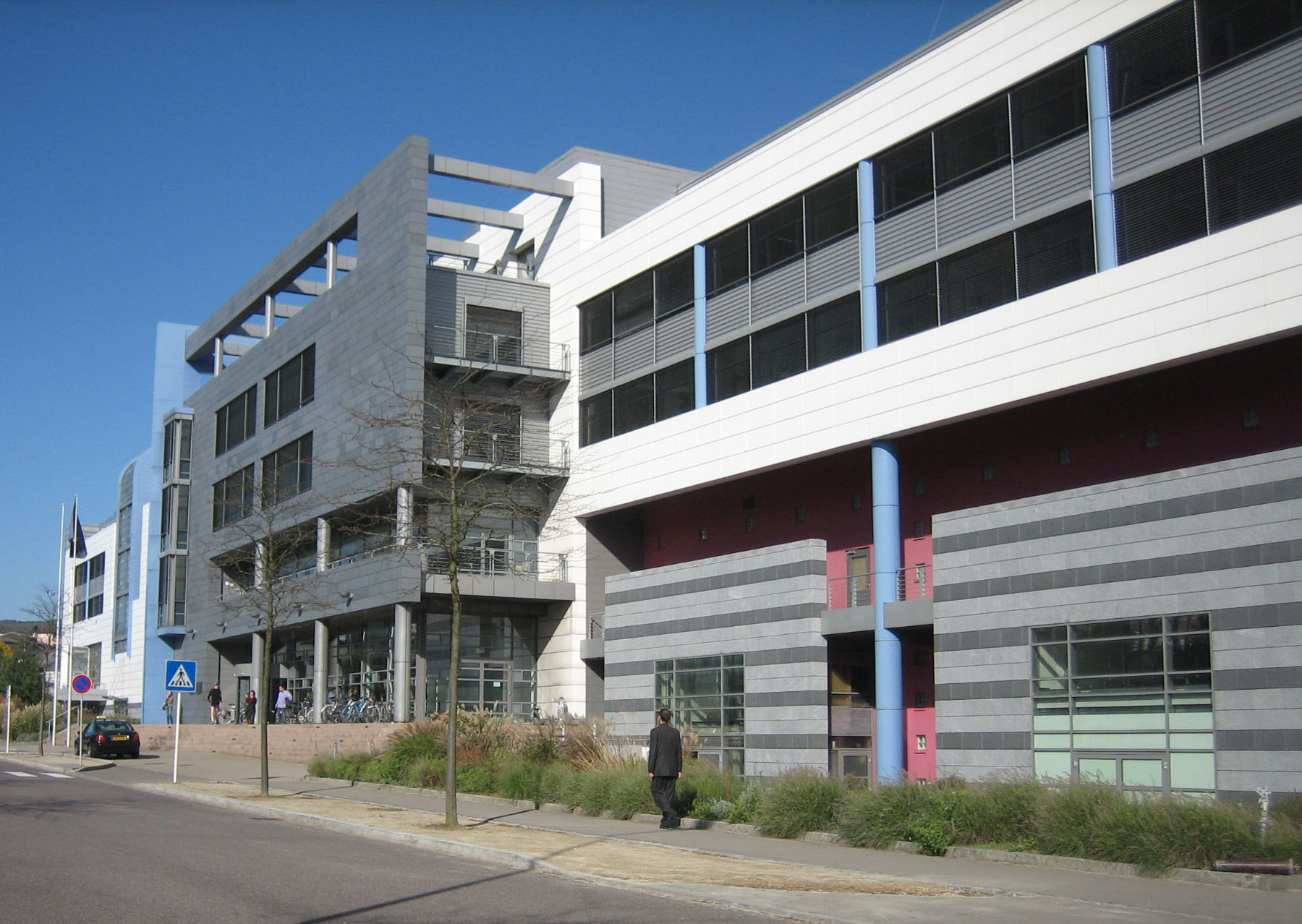
De zetel van Eurostat bevindt zich in Kirchberg (Luxemburg)

Eurostat is een directoraat-generaal van de Europese Unie, belast met het opmaken van statistieken. Het bestaat onder die naam sedert 1959 en is gehuisvest even buiten  Luxemburg-stad, in Kirchberg in het Groothertogdom. Eurostat is binnen de Europese Commissie en in samenwerking met het Comité voor statistische informatie belast met de uitvoering van het communautaire statistische programma. Dat behelst de ontwikkeling van een geheel van normen en methoden en technieken voor de productie van onpartijdige, betrouwbare, relevante en kosteneffectieve statistieken en de verspreiding ervan ten behoeve van de diverse internationale instellingen, de regeringen van de lidstaten, de sociale en economische factoren, de academische kringen en het grote publiek.
Eurostat dient te streven naar onpartijdigheid, betrouwbaarheid, relevantie, kosteneffectiviteit, statistische geheimhouding en doorzichtigheid.

## Taken
De kerntaken van Eurostat worden in het Besluit van de Commissie van 21 april 1997 inzake de rol van Eurostat bij de productie van communautaire statistieken opgesomd:
1. Onderzoek naar en verdere ontwikkeling van statistische methoden en technieken;
2. Opstelling, verdere ontwikkeling en bevordering van de goedkeuring van communautaire statistische normen door de lidstaten, teneinde de vergelijkbaarheid van communautaire statistieken, alsook de kosteneffectiviteit van de productie daarvan te verbeteren;
3. Advisering en ondersteuning van de lidstaten in statistische aangelegenheden;
4. Verzameling van statistische informatie op basis van hiertoe geschikte gegevens, opstelling van analyses en verstrekking van technische toelichting, teneinde onjuiste interpretaties en analyses te vermijden;
5. Verzameling bij de nationale statistische instanties en bij het secretariaat van internationale organisaties van statistische gegevens die nodig zijn voor communautaire statistische doeleinden;
6. Versterking van de samenwerking met en tussen de nationale instanties door een uitwisseling van deskundigen, deelname aan statistische activiteiten en de ontwikkeling van opleidingssystemen;
7. Samenwerking met internationale organisaties en derde landen met het oog op de bevordering van de vergelijkbaarheid van de communautaire statistieken met statistieken die in andere statistische systemen zijn geproduceerd, alsmede, indien toepasselijk, ondersteuning van derde landen bij de verbetering van hun statistische systemen;
8. Vergroting van de statistische beroepskennis en -vaardigheden van het personeel van de Commissie dat werkzaam is op het gebied van de communautaire statistiek.

Heel wat van de statistieken worden aangeleverd door de nationale statistische instellingen. In België is dat  de Algemene Directie Statistiek en Economische Informatie (ADSEI, dikwijls Statbel genoemd, en soms nog het NIS, de afkorting van de oude naam Nationaal Instituut voor de Statistiek), in Nederland het Centraal Bureau voor de Statistiek (CBS), in Frankrijk het INSEE.